# Malargüe
Malargüe est une ville de la province de Mendoza, en Argentine, et le chef-lieu du département de Malargüe. Elle est située sur le río Malargüe, à environ 370 km au sud de la ville Mendoza la capitale de la province.

## Population
Sa population s'élevait à 15 344 habitants de 1991, puis 18 077 habitants en 2001 (augmentation de 17,8 %), et 27 660 habitants en 2010 (augmentation de 53 %). La ville est de ce fait la 6e agglomération de la province de Mendoza et l'une des villes argentines à la croissance la plus rapide.

## Histoire
Dans le passé les industries locales étaient surtout des exploitations minières d'uranium et de pétrole. Puis le développement du tourisme encouragea la construction d'hôtels et de gîtes.

## Tourisme
En hiver les touristes viennent faire du ski à la station de Las Leñas et Los Molles. Le reste de l'année les visiteurs sont adeptes de l'écotourisme.
Malargüe est en effet le chef-lieu d'un département riche en paysages variés. Outre les Hautes Andes, abritant plusieurs volcans parfois gigantesques, s'y trouvent plusieurs réserves naturelles dont celle de la Lagunilla Llancanelo connue pour ses oiseaux.

## Observatoire Pierre Auger et installation spatiale

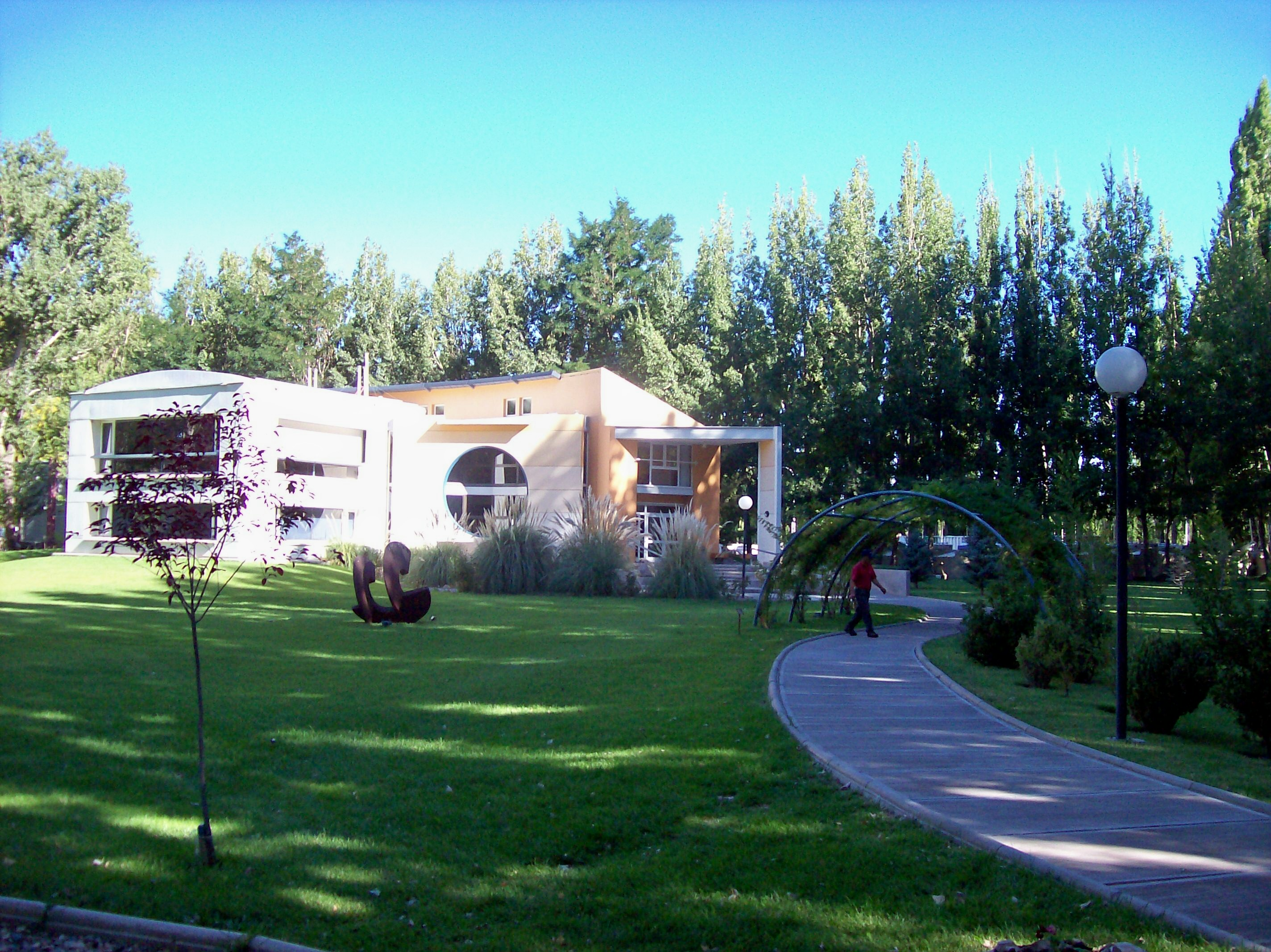
Site de l'observatoire Pierre Auger.

Malargüe a été choisi pour l'installation de l'Observatoire Pierre Auger, un centre international axé sur la recherche de rayons cosmiques à haute énergie. L'observatoire inauguré en 2008 est constitué de 1600 détecteurs Tcherenkov  situés à 1,5 km les uns des autres couvrant une zone d'une superficie totale de 3 000 km2. 
L'Agence spatiale européenne a construit et inauguré en 2013 une antenne parabolique de grand diamètre (35 m)  rattachée à son réseau ESTRACK et destinée à assurer les liaisons avec ses sondes spatiales dans l'espace lointain.

## Liaison avec le Chili
Depuis l'année 2000, on procède à la construction de la route nationale 145 qui doit relier la localité de Bardas Blancas - située sur la route nationale 40 à 60 km au sud de Malargüe - avec la ville chilienne de Talca en passant par le col Paso Pehuenche (2 553 mètres d'altitude). L'achèvement de cette route permettra de relier les grandes métropoles du río de la Plata (dont Buenos Aires), ainsi que le port de Bahia Blanca avec le centre-sud chilien, et au-delà vers l'Océanie et l'Extrême-Orient. 

Cette route fait partie du corridor Mercosur-Chili, défini par l'IIRSA comme l'un des trois axes d'intégration sud-américains passant par l'Argentine .
Source : site de l'IIRSA .

Carte